# Aeroportul Nekemte
Aeroportul Nekemte (IATA: NEK, ICAO: HANK) este un aeroport din Etiopia ce deservește zona Nekemte. A fost numit după zona deservită.
Situat la o altitudine de 1.981 m, aeroportul dispune de o singură pistă.